# Charles François d'Aviau du Bois de Sanzay
Pour les autres membres de la famille, voir famille d'Aviau de Piolant.
Charles François d’Aviau du Bois de Sanzay est un archevêque français, né le 7 août 1736 et mort le 11 juillet 1826 à Bordeaux. Il effectue son séminaire à Angers puis occupe un premier poste à Poitiers.
Après sa consécration le 3 janvier 1790, il est tout d’abord nommé archevêque de Vienne puis nommé archevêque de Bordeaux de 1802 à 1826.

## Biographie

### Enfance
Fils du comte et de la comtesse d’Aviau, Charles François naît le 7 août 1736 au château du Bois de Sanzay. Il est l’aîné d’une fratrie de cinq enfants, suivi par Jean-Marie d’Aviau, qui sera colonel dans un régiment de cavalerie, de Xavier d’Aviau qui intégrera aussi l’armée, de Thérèse d’Aviau, qui mourra rapidement de maladie et enfin, de Victoire d’Aviau qui entrera au carmel de Poitiers et en devindra la prieure.
Lors de son baptême, il a pour parrain, son oncle, François d’Aviau, capitaine d’infanterie et pour marraine, sa tante, Louise-Marguerite d’Aviau.
Il se fait remarquer toute son enfance par sa sagesse et sa piété.
Sa mère tombe malade peu de temps après et meurt en 1745, alors que Charles François n’a que neuf ans.
La même année, M. d’Aviau décide donc d’envoyer Charles François en pension au collège de La Flèche, célèbre collège jésuite fondé par le roi Henri IV. Là, il se lie rapidement d’amitié avec un enfant ayant intégré le collège la même année, le jeune Alexandre-Angélique de Talleyrand-Périgord qui deviendra quelques années plus tard cardinal. Il poursuit essentiellement, à La Flèche, des cours de rhétorique et obtient sept prix d’honneurs. C’est aussi lors de sa scolarité à La Flèche qu’il fait sa première communion.
En novembre 1751, Charles François part au collège royal de Poitiers, tenu aussi par les jésuites, pour y faire sa philosophie et ses mathématiques. Il se fait ainsi remarquer par ses solides connaissances et son intelligence lorsqu’il soutient ses thèses de philosophie et de mathématiques en juin 1753 ; il n’a alors que 17 ans.
Charles François rentre alors au château du Bois de Sanzay. Son père espérant qu’il fasse carrière dans l’armée dépose, sans le prévenir, une requête auprès du comte d’Argenson, secrétaire d'État de la Guerre, pour qu’il passe en commission en vue de l’obtention d’un brevet de capitaine de cavalerie.
Lorsqu’il apprend la nouvelle, Charles François annonce à son père qu’il souhaite embrasser une carrière ecclésiastique. Son père et son oncle et parrain, colonel de cavalerie au régiment du Luxembourg tentent de le convaincre, mais sans succès. Il n'est soutenu dans son projet de servir Dieu que par un de ses oncles, l’abbé Jacques d’Aviau de Relai, chanoine de Saint-Hilaire et ecclésiastique du diocèse de Poitiers. Son père finit alors par céder et lui accorde sa permission.
C’est ainsi, en entrant au séminaire, que Charles François renonce à son droit d’aînesse au profit de son frère puîné.

### Séminaire
À peine âgé de 18 ans, Charles François entre au séminaire d’Angers pour y poursuivre ses études de théologie. Au bout de six mois, le 10 mars 1754, il reçoit la tonsure par Jean de Vaugirault, évêque d’Angers, et revêt la soutane et le surplis. Il franchit ainsi l’étape de l’année de propédeutique.
Lors de ses études au séminaire, il s’emploie à travailler la théologie et les Saintes Écritures et profite des intervalles entre ses cours pour apprendre l’hébreu. Ayant de bons résultats, il devient maître de conférence et a la charge de faire travailler ses camarades.
En 1758, à l’âge de 21 ans, il est envoyé à Nantes pour être promu au sous-diaconat. Un an plus tard, le 9 juin 1759, il est ordonné diacre à Angers par Jacques de Grasse, remplaçant Jean de Vaugirault, décédé peu de temps auparavant.
Enfin, le 20 septembre 1760, il est ordonné prêtre dans la chapelle du séminaire d’Angers par l’évêque, Jacques de Grasse.
Une fois prêtre, il ne quitte pas pour autant le séminaire d’Angers mais continue ses études pour obtenir des grades en théologie. Il étudie alors encore pendant six mois la théologie. Il s’ensuit un « combat théologique » auquel de nombreuses personnes viennent assister. Lors de cette séance, il est questionné par des prêtres et des experts en théologie mais il tient bon et répond avec aplomb à toutes les questions. Après la délibération du jury, il est officiellement proclamé, le 30 juin 1761 docteur de la faculté de théologie d’Angers. Il prête alors serment sur les Évangiles de « soutenir et de défendre de tout son pouvoir et de tout son crédit la foi catholique, qu’une coalition sacrilège et impie s’efforcerait d’ébranler de plus en plus dans le cœur des fidèles ».

### Premier poste au diocèse de Poitiers
À la sortie du séminaire, M. l’abbé d’Aviau se fixe à Poitiers. Là, il travaille à la prédication, à la direction de communautés et aux œuvres de charité. Il prend la direction du Carmel de Poitiers et c’est ainsi qu’il y fait entrer sa sœur, Victoire d’Aviau. Il est aussi sollicité par les sœurs de la Sagesse et devient alors supérieur de leur établissement de Poitiers.
Il continue d’étudier, dans ses temps libres, les Saintes Écritures et les auteurs et se met à écrire des ouvrages sur des sujets très divers. On y retrouve notamment : Mélanie et Lucette ou encore Les avantages de l’éducation religieuse. En 1769, il devient chanoine du chapitre de Saint-Hilaire.
M. l’abbé d’Aviau, ayant une réputation croissante, se voit proposer des postes par des évêques de régions avoisinantes. L’évêque de La Rochelle, François-Joseph-Emmanuel de Crussol d'Uzès, lui propose le décanat de la cathédrale et Bernardin de Rosset de Fleury lui propose le grand vicariat de la ville de Tours ; mais il les refuse.
Il prend alors la charge de la direction du séminaire de Poitiers que lui confie son évêque. Martial-Louis de Beaupoil de Saint-Aulaire, très satisfait de M. l’abbé d’Aviau, lui confie la mission de grand vicaire. M. l’abbé d’Aviau accompagne dès lors son évêque dans tous ses déplacements à travers le diocèse.
Le 10 mai 1774, le roi Louis XV meurt. Des instructions sont alors envoyées à tous les diocèses de France afin de faire célébrer un office requiem pour le repos de son âme. L’office a lieu le 30 juillet 1774 dans la cathédrale de Poitiers et c’est M. l’abbé d’Aviau qui a la charge de prononcer l’oraison funèbre, dont le texte sera ensuite imprimé.
M. l’abbé d’Aviau doit ensuite faire face à une menace hérétique de la part de M. l’abbé Briquet. En effet, le 13 juillet 1787, ce dernier soutint une thèse hérétique sur la « Volonté de Dieu et la prédestination de l’Homme ». L’évêque de Poitiers étant à ce moment à Paris pour une assemblée cléricale, M. l’abbé d’Aviau doit prendre les choses en main. Ainsi, après avoir demandé à M. l’abbé Briquet de se rétracter, ce qu’il refuse, il doit le destituer de ses fonctions ecclésiastiques.

### Archevêché de Vienne (1790-1801)
En 1790, M. l’abbé d’Aviau est nommé au siège archiépiscopal de Vienne ; il succède alors à Jean-Georges Lefranc de Pompignan. Cela suscite un certain émoi en haut lieu dans la mesure où d’Aviau est passé d’un simple statut de chanoine à l’un des premiers sièges des Gaules. Ainsi, le 14 décembre 1789, le pape Pie VI sanctionne sa nomination dans un consistoire à la veille des fêtes de Noël.
Le 3 janvier 1790, dans la chapelle du séminaire de Saint-Sulpice, le nonce de Dugnani, archevêque de Rhodes, consacre d’Aviau en compagnie de Jean-René Asseline et Jean-Charles de Coucy, respectivement évêques de Boulogne-sur-Mer et de La Rochelle. D’Aviau arrive à Vienne le 1er mars 1790 et prend possession de son siège après une grande cérémonie.

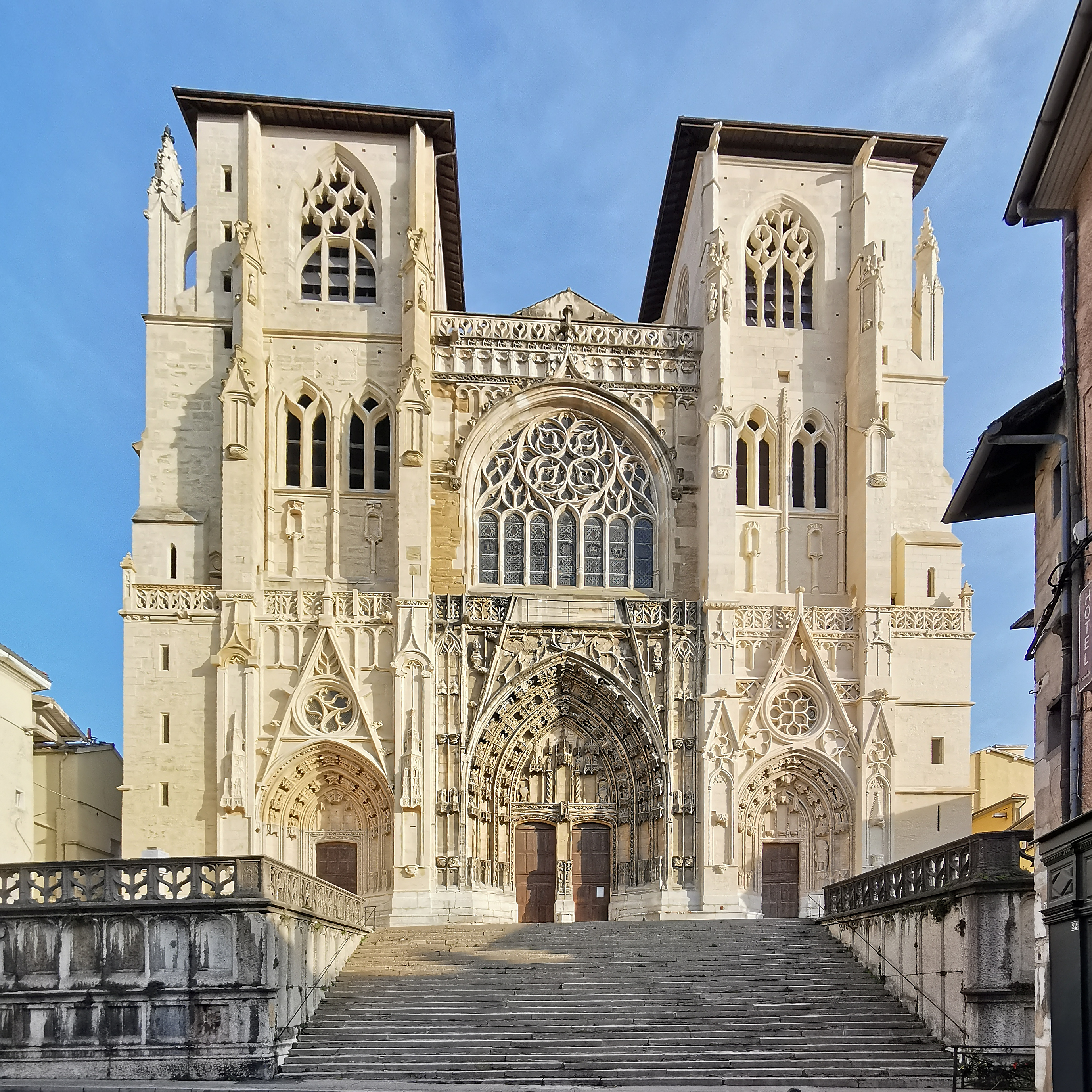
Cathédrale Saint-Maurice de Vienne.

À cette période, a lieu la Révolution française. Le 13 février 1790, la loi sur l’abolition des vœux monastiques est votée par la Constituante ce qui n’empêche pas d’Aviau de recevoir, un mois plus tard, les vœux de religieuses, et ce, sous le regard désapprobateur des agents de l’autorité. Peu de temps après, le 12 juillet, est promulguée par l’Assemblée constituante, la Constitution civile du clergé. Rapidement, une minorité s’y oppose en rappelant, dans une lettre, la doctrine de l’Église à ce propos. D’Aviau est un des premiers à adhérer à ce propos en y apposant sa signature. Parmi ceux qui s’y opposent, on retrouve notamment : MM. de Boisgelin, Maury et de Cazalès. Le 11 novembre, d’Aviau publie une lettre pastorale intitulée : « Avertissement au clergé régulier et séculier ainsi qu’aux fidèles du diocèse de Vienne » . Dans cette lettre, il dénonce le décret de l’Assemblée constituante comme étant : « une œuvre impie, hérétique et blasphématoire ».
Fidèle au pape, d’Aviau doit faire face à de nombreuses attaques des révolutionnaires. Des églises de son diocèse sont mises à sac et son palais archiépiscopal est attaqué. Lors de l’assemblée administrative du département de l’Isère, le 26 novembre, d’Aviau est accusé de « vouloir importer en France, les maximes ultramontaines ». Il est aussi accusé « d’avoir publié une brochure incendiaire, dans laquelle l'abus du texte sacré était combiné avec le mépris des lois et l'oubli criminel des devoirs du citoyen, dans laquelle l'esprit d'insurrection et de révolte était présenté sous une enveloppe mystique comme un moyen de salut et de sanctification, dans laquelle, enfin, un ministre du Dieu de paix, du Dieu qui, par sa mort, donna l'exemple de la soumission aux puissances, méconnaît la souveraineté nationale, organise l’émeute et foule aux pieds les décrets qui émanent de sa haute sagesse ». À l’issue de cette assemblée, d’Aviau est accusé de crime de lèse-nation et l’ensemble des églises du diocèse sont condamnées à être fermées. Boissy d’Anglas, député du Tiers aux États généraux, dénonce à l’Assemblée nationale, l’archevêque comme étant un « perturbateur de l’ordre public ».
Le 29 novembre 1791, le décret contre les prêtres réfractaires est voté et donne aux administrateurs locaux la possibilité de déporter les prêtres de leur domicile en cas de trouble. D’Aviau doit, dès lors, partir en exil avec les autres prêtres refusant de prêter serment à la constitution civile du clergé. Il arrive donc à Chambéry pendant l’hiver de la même année, d'où il reste en lien avec les éléments fidèles de son clergé.
Après l’exécution de Louis XVI, le 21 janvier 1793, les différents royaumes d’Europe soutiennent les insurrections vendéennes et bretonne. D’Aviau décide de partir en Suisse pour ne pas rester dans un pays en guerre contre la France. Ne pouvant pas rentrer en France pendant la Terreur, il va en Italie, non seulement pour y trouver un meilleur asile, mais aussi pour plaider la cause des chrétiens persécutés en France.
En 1796, lors de la campagne d’Italie, le général Bonaparte conquiert l’Italie. Pendant cette même période, le calme est revenu en France. C’est ainsi que d’Aviau demande au pape Pie VI son agrément pour retourner dans son diocèse de Vienne. Il quitte donc Rome au début du mois de mai 1797 pour arriver trois mois plus tard à destination.
Néanmoins, son retour en France ne se fait pas sans incidents. Traqué comme un « ennemi de la Constitution de l'an III », il est obligé de se cacher et change souvent de domicile. Il trouvera refuge en particulier à Lyon.
En 1799, le général Bonaparte revient d’Égypte et prend le pouvoir. Le droit d’exercer le culte est rétabli et les églises sont rendues aux prêtres qui se soumettent au gouvernement en place.
D’Aviau conseille vivement aux ecclésiastiques de faire cet acte de soumission, ce que tous n’acceptent pas, en répondant par le vers de Virgile : « Timeo Danaos et dona ferentes » (« Je crains les Grecs, même lorsqu'ils apportent des cadeaux »).
D’Aviau travaille beaucoup à la réédification de son diocèse et des institutions mises à bas durant la Révolution. Ainsi, en novembre 1800, un collège est ouvert sous son impulsion à Annonay. Ce collège compte dès la première année une cinquantaine d’élèves puis, trois ans plus tard, plus de 140. Au vu de l’affluence, le pensionnat du collège s’installe dans le couvent des Cordeliers.
Le 17 janvier 1801, à l’occasion de l’entrée dans le XIXe siècle, il publie un mandement à l’attention des fidèles du diocèse dans lequel il dénonce la philosophie des Lumières et les nombreux méfaits accomplis les années précédentes.
En 1802, d’Aviau est désigné pour reprendre le siège archiépiscopal de Bordeaux, en Guyenne, en remplacement de Jérôme Champion de Cicé. Cette décision est prise par le Premier Consul et Joseph Fouché, alors ministre de la Police . En apprenant sa nomination au siège archiépiscopal de Bordeaux, d’Aviau, hésite à accepter une telle responsabilité, au vu de son âge (66 ans), de la distance avec son poste actuel à Vienne et de l’ampleur de la tâche. Cependant, l’abbé Cartal, son ancien vicaire général de Vienne, parvient à le convaincre. D’Aviau informe alors, dans une lettre, le Conseiller d’État, Portalis, qu’il consent à accepter cette responsabilité.

### Archevêché de Bordeaux (1802-1826)
Après un passage à Paris et au Carmel de Poitiers, d’Aviau arrive à Bordeaux un soir de juillet 1802.
La basilique Saint-André étant inutilisable au moment de son arrivée à cause des importantes dégradations survenues pendant la Révolution, c’est l’église Notre-Dame, située à proximité, qui fait office de cathédrale, le temps que les réparations les plus urgentes soient réalisées à Saint-André.

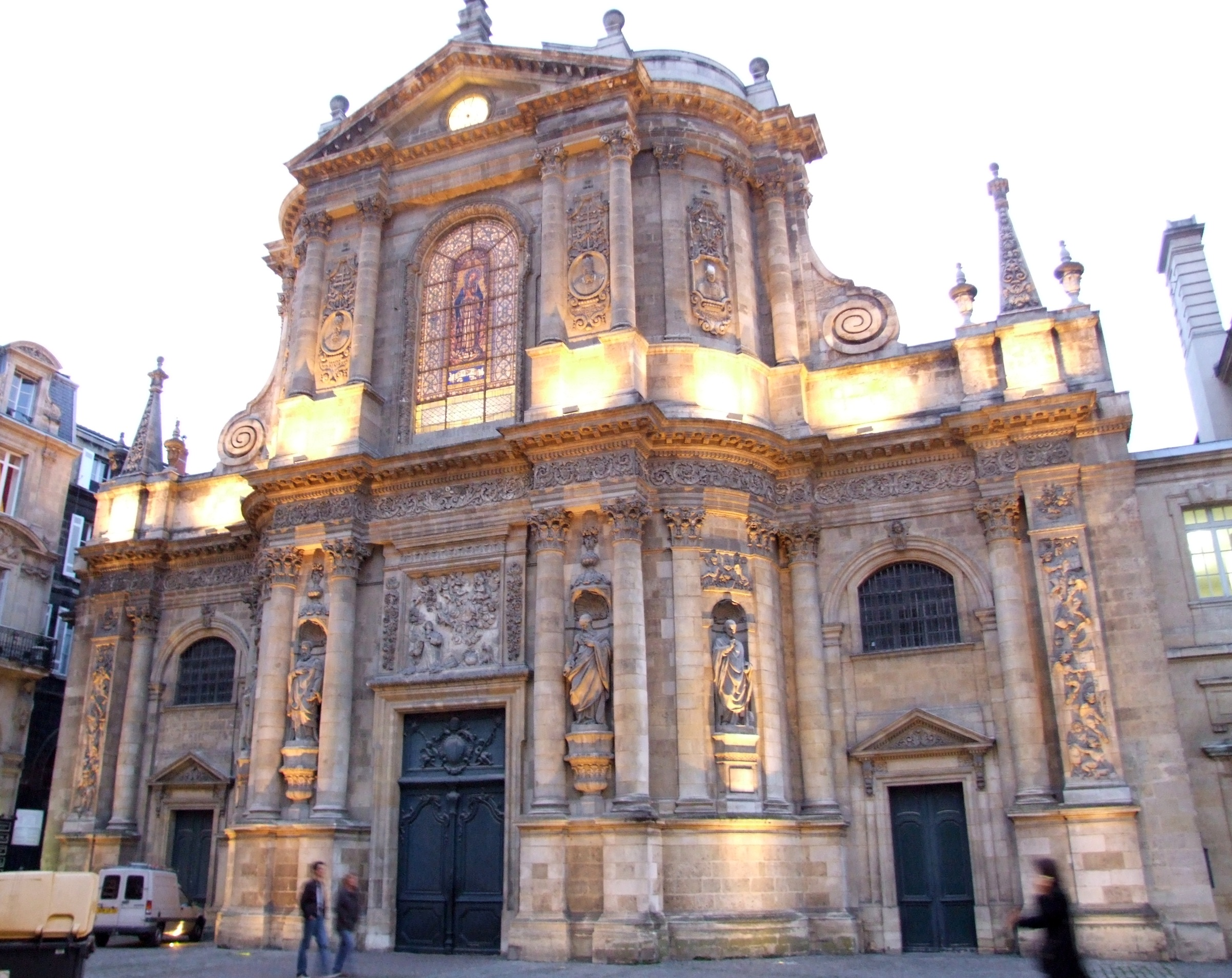
Église Notre-Dame de Bordeaux.

L’archevêque de Bordeaux entreprend la reconstruction de l’archidiocèse, tant matérielle, avec la remise en état des nombreux lieux de cultes délabrés, qu’humaine et spirituelle, avec la réintégration des prêtres jureurs désireux de se réconcilier avec l’Église, sous réserve d’un acte d’adhésion de leur part. Il s’ensuit une lutte entre d’Aviau et le préfet de la Gironde, Dieudonné Dubois, ce dernier trouvant inadmissible que les prêtres jureurs ne soient pas réintégrés d’office. Fatigué des nombreuses entraves qu’il rencontre successivement, il envisage de démissionner mais les évêques des alentours s’emploient à le détourner de ce projet. Voyant que les pourparlers avec le préfet ne mènent à rien, d’Aviau décide de s’adresser, dans une lettre, au Premier Consul en personne. Peu de temps après, le préfet de la Gironde est remplacé par Charles-François Delacroix, nommé le 23 avril 1803.
Le 2 décembre 1804, Napoléon Bonaparte se fait sacrer empereur des français sous le titre de Napoléon Ier. À l’annonce du sacre, d’Aviau lui écrit une lettre de félicitations, à laquelle répond l’empereur en envoyant la croix de la Légion d’Honneur avec le titre d’officier. L’archevêque refuse cependant cette distinction en disant qu’à son avis, un évêque avait assez de porter, pendue à son cou, sa croix pectorale. Il fait transmettre son refus par Portalis, alors ministre des cultes.

D’Aviau doit faire face à une autre menace de la part d’un prêtre qui décide de se marier avec la fille d’un maire avec laquelle il entretient déjà une relation. Ce prêtre, Marc Boisset, pose cet acte délibérément, dans le but de provoquer l’institution religieuse. L’archevêque de Bordeaux se doit alors de réagir. Après maintes supplications auprès du ministre des cultes, ce dernier lui écrit, dans une lettre du 14 janvier 1806, que sa requête a été acceptée : 

« M. l’Archevêque, j’ai la satisfaction de vous annoncer que S. M. I. et R. (Sa Majesté Impériale et Royale), en considération du bien de la religion et de mœurs, vient d’ordonner qu’il serait défendu à tous les officiers de l’état civil de recevoir l’acte de mariage du prêtre Boisset. »

Les effectifs du grand séminaire de Bordeaux étant réduits, d’Aviau décide d’installer, dans les bâtiments de l’ancien séminaire de Bazas, un petit séminaire. Cette école connait rapidement un important succès et ses effectifs atteignent plus de 150 élèves dès la première année.
En 1811, d’Aviau du Bois de Sanzay est convoqué au concile de Paris,, auquel il se rend en hâte. Napoléon souhaitant faire approuver sa conduite envers le pape par les évêques, l'archevêque de Bordeaux se prononce contre l'empereur, qui n'exerce d'ailleurs aucunes représailles contre lui.

Tout dévoué à l'Ancien Régime, il accueille avec empressement le retour des Bourbons : il reçoit en grande pompe le duc d'Angoulême à la porte de la cathédrale de Bordeaux, et lui dit : 

« Affligés par une suite de calamités, nous avons gémi pendant que nous adressions nos prières au ciel, afin qu'il daignât y mettre un terme ; nous ne cessions d'être agités par la crainte et l'espérance. Ces émotions pénibles sont enfin calmées par la présence de Votre Altesse Royale, etc. »

Pendant la période de la première Restauration, Louis XVIII fait envoyer aux évêques de France une missive dans laquelle il leur demande leur démission. D’Aviau ne comprenant pas un tel acte répond alors au roi qu’il ne donnera sa démission que si le Saint-Père la lui demande.
D’Aviau est nommé commandeur de l’ordre du Saint-Esprit lors de la promotion du 30 septembre 1820, en compagnie de MM. de Montesquiou, de Bausset et de la Luzerne. Il est appelé le 4 août 1821 à la pairie ; il siége parmi les défenseurs ardents de la royauté (il était déjà comte de l'Empire).
Il lance une enquête de théologiens et de médecins sur le phénomène inexplicable du 3 février 1822 à Bordeaux. Quelques jours plus tard, il publie les résultats de l'enquête, très positive à ses yeux, sur ce miracle eucharistique.

Le 11 juillet 1826, il succombe aux suites d'un accident: le feu prend aux rideaux de son lit, et malgré des secours rapides, il est mortellement atteint. Muni de tous les sacrements, d’Aviau du Bois de Sanzay meurt en ayant comme dernière parole : « In manus tuas, Domine, commendo spiritum meum » (« En tes mains, Seigneur, je remets mon esprit »). Ses obsèques sont célébrées le 18 juillet avec une grande solennité et aux frais de l'État. Le comte de Marcellus, son collègue à la chambre haute, lui consacre, le 23, dans La Quotidienne, organe des « ultraroyalistes », une notice nécrologique : 

« La vie du saint prélat était un holocauste perpétuel... La France chrétienne se souviendra à jamais de sa noble résistance aux volontés du despote, de sa courageuse obéissance à l'Église, de son attachement inviolable au centre de l'unité catholique et au vicaire de Jésus-Christ. C'est un prélat digne des premiers siècles, disait Pie VI. Pie VII l'appelait un prélat saint et savant, « uno santo e uno dotto » ; et, toujours brebis fidèle du grand troupeau confié à saint Pierre et à ses successeurs, il fixait avec respect ses derniers regards sur les traits de Léon XII, dont le portrait ornait sa chambre modeste, en parallèle avec celui de Charles X. Ces nobles et pieux sentiments lui furent transmis par la respectable famille qui a eu le bonheur de donner un tel prélat à l'Église, et dont tous les membres, dignes voisins de l'héroïque et chrétienne Vendée, ont orné le sanctuaire par leurs vertus ou défendu leur roi sous les drapeaux de leurs princes »

Son tombeau sculpté, avec sa statue, est dans la chapelle Saint Charles Borromée de la cathédrale Saint-André de Bordeaux. Son coeur est dans la collégiale Saint Hilaire de Poitiers, sous une plaque en marbre noir, dans le transept droit. Une rue de Bordeaux porte son nom.

### Distinctions
- Comte de l'Empire, titre transmissible à l'un de ses neveux, lettres patentes du 18 mars 1809[6] ;
- Officier de la Légion d'honneur ;
- Commandeur de l'ordre du Saint Esprit, promotion du 30 septembre 1820 ;
- Pair de France, ordonnance du 4 août 1821[7],[8].